# Puccinellia svalbardensis
Puccinellia svalbardensis (Покісниця свальбардська) — вид трав'янистих рослин родини Тонконогові (Poaceae), ендемік Свальбарду.

## Таксономічні примітки
До того як матеріал був описаний як новий вид, його призначали до P. tenella, від якого P. svalbardensis відрізняється помітно морфологічно, а також в тому, що він гексаплоїдний (2n = 42 [6x]) проти диплоїдного.

## Опис
Це багаторічні трав'янисті рослини, які ростуть у невеликих, щільних або нещільних купинах. Базальні піхви блідо-солом'яного забарвлення, з сильними, блідими жилами. Стебла 5–15 см, стеляться або висхідні, гладкі й голі, з 1–3 листками. Листя 3–7 см завдовжки, голі, як правило, з фіолетовим або блідо-фіолетовим відтінком. Лігули 1.5–2 мм, більш-менш усічені, сильно розвинені.
Одиниці суцвіття Poaceae — колоски, майже завжди численні в волотях або колосовидих суцвіттях. Колоски складаються з 2-х лусок (приквіток для колоска) і одної або кількох квіток.
Суцвіття — лілові відкриті волоті, до 7 × 5 см і, як правило, займають 1/2–1/3 від довжини стебла. Волоті з 5–7 вузлами з 1–2(3) гілочками в кожному з нижніх вузлів. Колоски 3–4 × 1.8–2.1 мм, з 3–4 квітами. Приквітки (луски і леми) з закругленими спинками. Нижня луска 0.8–1.2 × 0.5–0.7 мм, яйцеподібна, фіолетова без білого краю; верхня луска 1.2–1.7 × 0.8–1.0 мм, яйцеподібна або довгаста, на верхівці закруглена, з 1–3 жилками, фіолетова з вузьким білим краєм і вершиною. Леми 1.8–2.2 × 1.0–1.4 мм, довгасті, округлі, з дуже неясними жилками (приблизно 5), гладкі, з рідкісними волосками біля основи, фіолетові з більш-менш вузькими жовтуватими й білими краями. Пиляки 0.4–0.5 мм. Плоди — сім'янки (з одною насіниною).

## Відтворення
Статеве розмноження насінням; немає вегетативного розмноження. Запилюється вітром. Немає спеціального пристосування до поширення насіння. Поширюється, ймовірно, в основному вітром, іноді, можливо, птицею.

## Поширення
У світі відомий лише з чотирьох невеликих областях на Шпіцбергені: на островах Ловен в Конгсфьорді, в безпосередній близькості від теплих джерел на Бокфьорді, уздовж східного боку внутрішнього Війдефьорду, а також поблизу Піраміди й у долині Мімердален на Більлефьорді.
Типи місць проживання дуже різні в чотирьох областях, де цей вид відомий. На островах Ловен вид, здається, росте в луковій і вересковій рослинності, яку виїдають і удобрюють гуси. На Бокфьорді росте на іноді дуже сухих рівнинах гравію поблизу теплих джерел. На Війдефьорді вид є регулярною складовою арктичної степової рослинності на відкритих мулових і гравію рівнинах. В околиці Піраміди росте в основному на порушеному ґрунті з основною реакцією.